# Allariz
Allariz es un municipio español de la provincia de Orense, en la comunidad autónoma de Galicia. Ubicado en la mitad occidental de la provincia, tiene una población de 6410 habitantes (INE 2024). La villa se compone de un conjunto urbano que fue declarado conjunto histórico-artístico en 1971.

## Situación
Integrado en la comarca de Allariz-Maceda, se sitúa a 23 km de la capital provincial. El término municipal está atravesado por la autovía de las Rías Bajas (A-52) entre los pK 204 y 212, además de por la carretera N-525, alternativa convencional a la anterior, y por las carreteras provinciales OU-300, que se dirige a Celanova, y OU-320, que sirve de comunicación con Taboadela. El municipio ocupa una extensión de 85,96 km².
El relieve del municipio está caracterizado por el valle del río Arnoia y los montes que lo rodean, contando con numerosos arroyos. La altitud del municipio oscila entre los 927 m en el monte Penamá, situado al sur, y los 390 m a orillas del río Arnoia. El pueblo se alza a 470 m sobre el nivel del mar. 
| Noroeste: La Merca        | Norte: Taboadela      | Noreste: Paderne de Allariz |
| Oeste: La Merca           |                       | Este: Junquera de Ambía     |
| Suroeste: Rairiz de Veiga | Sur: Villar de Santos | Sureste: Sandianes          |

## Historia

### Origen
La vida local tuvo su origen en el castro que domina el discurrir del Arnoia, cruzado por caminos estratégicos. El topónimo de Allariz nos remonta al siglo VI cuando la presencia 
sueva en la comarca crea la “Vila Aliaricii”.

### Edad Media
En el siglo XI Alfonso VI hace levantar el Castillo y las murallas. En el siglo XII Alfonso VII le concede a la Villa el famoso Fuero que la convierte en Villa Real. Sancho IV nombró a la villa de Allariz como Llave del Reino de Galicia, al mismo tiempo que en extramuros crecía una importante colonia judía. (Faltan citas)
Aquí se educó Alfonso X el Sabio; aprendió el gallego, ya que su dialecto, el portugués, se hablaba ya en el vecino reino lusitano desde su evolución a partir del nieto del primer monarca portugués don Afonsso Henriques que luego le permitió utilizar en algunas Cantigas compuestas en su scriptorium y, al menos diez de ellas, seguramente debidas al mismo rey.
La participación de Allariz en las revueltas Irmandiñas y la fundación del Hospital son los hechos más destacados del siglo XV.

### SiglosXVIyXVII
Entre los siglos XVI y XVII se construyen numerosas casas hidalgas, se colocan los cuatro Cruceiros de la Villa, se funda el Pósito Agrícola y empieza una serie de guerras con Portugal que continúan en el siglo XVIII por la cuestión sucesoria. En este mismo siglo, un incendio destruye parte del Convento de las Clarisas que se reedifica.

### SigloXIX
El siglo XIX comienza con la ocupación de las tropas napoleónicas y prosigue con la desamortización de mediados de siglo que supuso el desmantelamiento del Castillo y que culmina con la desaparición del puente de la Zapateiría y buena parte de los tramos amurallados. En 1900, la Villa vive momentos de prosperidad, llegando a tener 10 000 habitantes. El lino  era la principal ocupación con más de 50 talleres. La decadencia de esta actividad coincide con el auge del curtido del cuero, principal actividad hasta principios de los 60. En 1902 tuvo repercusión en la prensa la "Catástrofe de Allariz", cuando un rayo cayó sobre la iglesia de San Salvador, falleciendo 25 personas que se encontraban en un funeral. De esta iglesia sólo se conservó la portada, trasladada a la iglesia de San Pedro. La trágica historia ha dado lugar a numerosas leyendas y supersticiones en la zona.
Desde entonces, se produjo una decadencia económica y demográfica de la cual Allariz ha resurgido en los últimos años. 

## Leyendas

### Leyenda de Santa Mariña
La tradición nace vinculada a la existencia y martirio de Mariña, que se resiste a los deseos de un prefecto en la ciudad de Armeá llamado Olibrio, quien utilizó todo tipo de estrategias para vencer a su resistencia, incluidas las cadenas, el juicio y las torturas. Pero nada dio resultado ante la férrea voluntad de la chica, ni el látigo, ni el diablo en forma de dragón… Condenada a morir abrasada en un horno próximo, saldrá viva gracias a la intercesión de San Pedro, que la dejó al lado de un estanque. Finalmente, el prefecto ordenó que le cortasen la cabeza, que le fue seccionada de un golpe y rebotó tres veces, brotando una fuente en cada uno de esos puntos. En el lugar en el que fue enterrada surgió un templo, en el que nadie más fue enterrado; está situado hoy en la parroquia de Aguas-Santas del mismo municipio.
La presencia de los restos castreños y romanos en la zona fue aprovechada por la tradición para vincularlos al martirio de la Santa, añadiéndole posteriormente otros elementos como la Santa de Piedra (del siglo XVIII) o el Roble de la Santa (ya desaparecido) e impregnando todo su conjunto de un sentido cristiano.

### Leyenda del hombre del saco o sacamantecas
Manuel Blanco Romasanta (1809-1863) asesino finalmente capturado en Nombela (Toledo) y juzgado en Allariz, por una sucesión de crímenes acaecidos mayormente en Argostios y Redondela. Se le acusó de asesinar a sus víctimas y sacarles el sebo o unto para venderlo, naciendo así la leyenda del Sacamantecas.

## Demografía
Cuenta con una población de 6410 habitantes (INE 2024).
| Gráfica de evolución demográfica de Allariz entre 1842 y 2021                                                         |
| |
| Población de derecho según los censos de población del INE. Población de hecho según los censos de población del INE. |

## Organización territorial
El municipio está formado por noventa y cuatro entidades de población distribuidas noventa y una de ellas en dieciséis parroquias:

#### Aldeas fuera de parroquia
- Campelo
- Forxás dos Montes
- Venta do Río

### Parroquias
- Aguas Santas[10] (Santa María)[11]
- Santo Estevo de Allariz (San Esteban)[12][13]
- Santiago de Allariz
- Coedo (Santiago)
- Espiñeiros[10] (San Verísimo)[14]
- Folgoso (Santiago)
- La Mezquita[10] (San Victorio)[15]
- Meire (Santa María)
- Pazo[10] (San Martín)[16]
- Queiroás (San Verísimo)[17]
- Requejo de Valverde[18] (Santa María)[19]
- San Torcuato[10][20]
- Santa Eulalia de Urriós[10][21]
- San Mamed de Urriós (San Mamed)[10][21]
- Seoane (San Juan)[22]
- Torneiros (San Miguel)

## Patrimonio histórico
- Casco histórico

Su casco histórico, ofrece un buen estado de conservación, gracias al esfuerzo rehabilitador de los últimos años, trabajo que se ha visto recompensado con el Premio Europeo de Urbanismo por el proyecto de Recuperación Integral del Conjunto Histórico-Artístico de Allariz y de su río Arnoya, en 1994. Tiene el estatus de bien de interés cultural como conjunto histórico (RI-53-0000126, desde el 20 de mayo de 1971).
- Iglesia de Santiago

Iniciada hacia el 1119 es un ejemplar arquetipo del románico popular gallego. Se encuentra en la Plaza Mayor. De nave única, con presbiterio de tramo único y ábside semicircular, conserva íntegramente su estructura primitiva. El famoso tramo semicircular del ábside es un triunfo de la decoración figurativa románica con arquería ciega, levantado en el siglo XIII. La portada norte de la iglesia es del siglo XII. la nave está cubierta de una techumbre de madera. Conserva un arco triunfal apuntado apoyado en columnas. La zona del presbiterio tiene cubierta de bóveda de cañón y el ábside de cuarto de esfera. En su interior se custodia la Virgen de la Esperanza, una de las dos únicas obras de Juan de Juni existentes en la provincia de Orense.
- A Paneira

Antiguo monte de piedad, era una institución de crédito agrícola que estuvo en funcionamiento entre el siglo XV y el siglo XVIII.
- Casa-Torre de Castro Ojea

Posee tres cuerpos alrededor de la torre que data de principios del siglo XVI. La fachada de la Calle de la Cruz es de 1748, de estilo barroco.
- Palacio del Juzgado

Ahora convertido en Centro Social. Con aire de Pazo posee dos plantas y es un ejemplar de estilo colonial incongruente en Galicia. En él se ubica el “Museo Galego do Xoguete.”
- Restos de la muralla

En su trazado definitivo (finales del siglo XV) alcanza una longitud de un kilómetro, con una anchura media de 2 m, y 11 m de altura por término medio, llegando en algún punto a los 20 metros.
- Barrio Judío

Después de varios asentamientos en San Pedro, Arroleiro y Vilanova, los judíos de Allariz se asentaron extramuros en el siglo XIII en el barrio del Socastelo. Su presencia guarda relación directa con la tradición y leyenda del hidalgo Xan de Arzúa y la Festa do Boi de Corpus.
- Convento de Santa Clara y Museo de Arte Sacra

Fundado en 1268 por la reina Violante de Aragón, esposa del rey de Castilla Alfonso X el Sabio, quien pasó allí gran parte de su infancia aprendiendo con ello la lengua gallega en que compuso parte de sus famosas Cantigas de Santa María. El templo fue construido en el siglo XIII pero la actual reconstrucción es del siglo XVIII. Posee el claustro barroco más grande de España. Aquí residen monjas en estricta clausura por lo que no es posible acceder más que a la iglesia y al museo que contiene dos piezas de máximo interés: A virxe abrideira, relacionada con los modelos compostelanos del siglo XIII y A cruz de cristal. A su derecha se encuentra la Iglesia de San Benito.
- Campo da Barreira

Delimitado al este por la fachada del Real Monasterio de Santa Clara, tiene en el centro la Fuente circular de Ferro Caaveiro de 1783 con árbol fasciculado.
- Iglesia de San Benito (San Bieito)

Se encuentra en la parte sur del Campo da Barreira.  Su construcción comenzó en 1770. Es un modelo barroco, por la proporción de sus elementos, la linterna y campanario.
- Iglesia Parroquial de San Esteban (Santo Estevo)

Románica, del primer tercio del siglo XII, fue modificada en 1581, que es cuando se construye la torre. En la fachada sur, hay tres sepulcros encajados en arcos de descarga. La obra del siglo XVI en San Esteban está hecha con los sillares del Campo dos Brancos, con los cuales se inicia una correlación entre la reconstrucción das iglesias románicas y la destrucción de las fortificaciones.
- Penedo da Vela y Castillo

Atalaya natural en el antiguo asentamiento del Castillo. Vista panorámica. Comenzó su construcción entre 1072 y 1078 con Alfonso VI. Entre finales del siglo XIV y principios del XV sufrió una considerable reconstrucción. Tenía planta rectangular, división interior en dos cuadros, correspondientes posiblemente con las dos plataformas actuales. Cuatro torres circulares, una en cada esquina. Ya en muy mal estado desde tiempo atrás, el Castillo desaparece a mediados del XIX por efecto de la desamortización de Madoz.
- Parque Etnográfico del Arnoya

Formado por varios edificios relacionados con antiguas actividades industriales: Muíño do Burato, Fábrica de Curtidos dos Nogueira; Museo do Tecido. Hay una entrada es combinada para todos ellos, así como para el Museo Galego do Xoguete.
- Eco-espazo do Rexo  (en Requeixo, a 3,5 km al este de Allariz)

Espacio diseñado por el artista vasco Agustín Ibarrola, que decoró varias piedras y árboles a orillas del Arnoya, formando varias figuras. Aquí también se encuentra la fábrica de queso de O Rexo, única en Galicia que produce quesos con leche de oveja así como una "poldra" o puente de piedra para cruzar el río.
- Hornos de Santa Mariña de Augas Santas

Situados en la parroquia de Aguas-Santas, 6 km al norte de Allariz.
- Iglesia de Santa Mariña de Augas Santas

Situada en la parroquia de Aguas-Santas, 6 km al norte de Allariz.
- Iglesia de San Martiño de Pazó

Situada en la parroquia de Pazoo, 3 km al suroeste de Allariz.

## Administración
En la actualidad, la alcaldesa del concello de Allariz es María Cristina Cid Fernández, del BNG, que gobierna revalidando la mayoría absoluta obtenida tras las elecciones municipales de junio de 2023. Los partidos políticos más relevantes en el ámbito local, además del BNG, son el Partido Popular de Galicia, cuyo actual portavoz en el pleno es Luz do Porto, y el  Partido Socialista de Galicia.
| Periodo   | Nombre                            | Partido |
| --------- | --------------------------------- | ------- |
| 1979-1983 | -                                 | -       |
| 1983-1987 | -                                 | -       |
| 1987-1991 | - Anxo Manuel Quintana González   | AP BNG  |
| 1991-1995 | Anxo Manuel Quintana González     | BNG     |
| 1995-1999 | Anxo Manuel Quintana González     | BNG     |
| 1999-2003 | Anxo Manuel Quintana González / - | BNG     |
| 2007-2011 | Francisco García Suárez           | BNG     |
| 2011-2015 | Francisco García Suárez           | BNG     |
| 2023-act. | María Cristina Cid Fernández      | BNG     |

| Elecciones municipales, 27 de mayo de 2007 |       |         |              |
| Partido                                    | Votos | %       | Concelleiros |
| BNG                                        | 2492  | 66,45 % | 9            |
| PPdG                                       | 938   | 25,01 % | 3            |
| PSdeG                                      | 252   | 6,72 %  | 1            |

| Elecciones municipales del 22 de mayo de 2011 |       |         |              |
| Partido                                       | Votos | %       | Concelleiros |
| BNG                                           | 2298  | 60,87 % | 9            |
| PPdG                                          | 1167  | 30,91 % | 4            |
| PSdeG                                         | 160   | 4,24 %  | 0            |

## Gastronomía

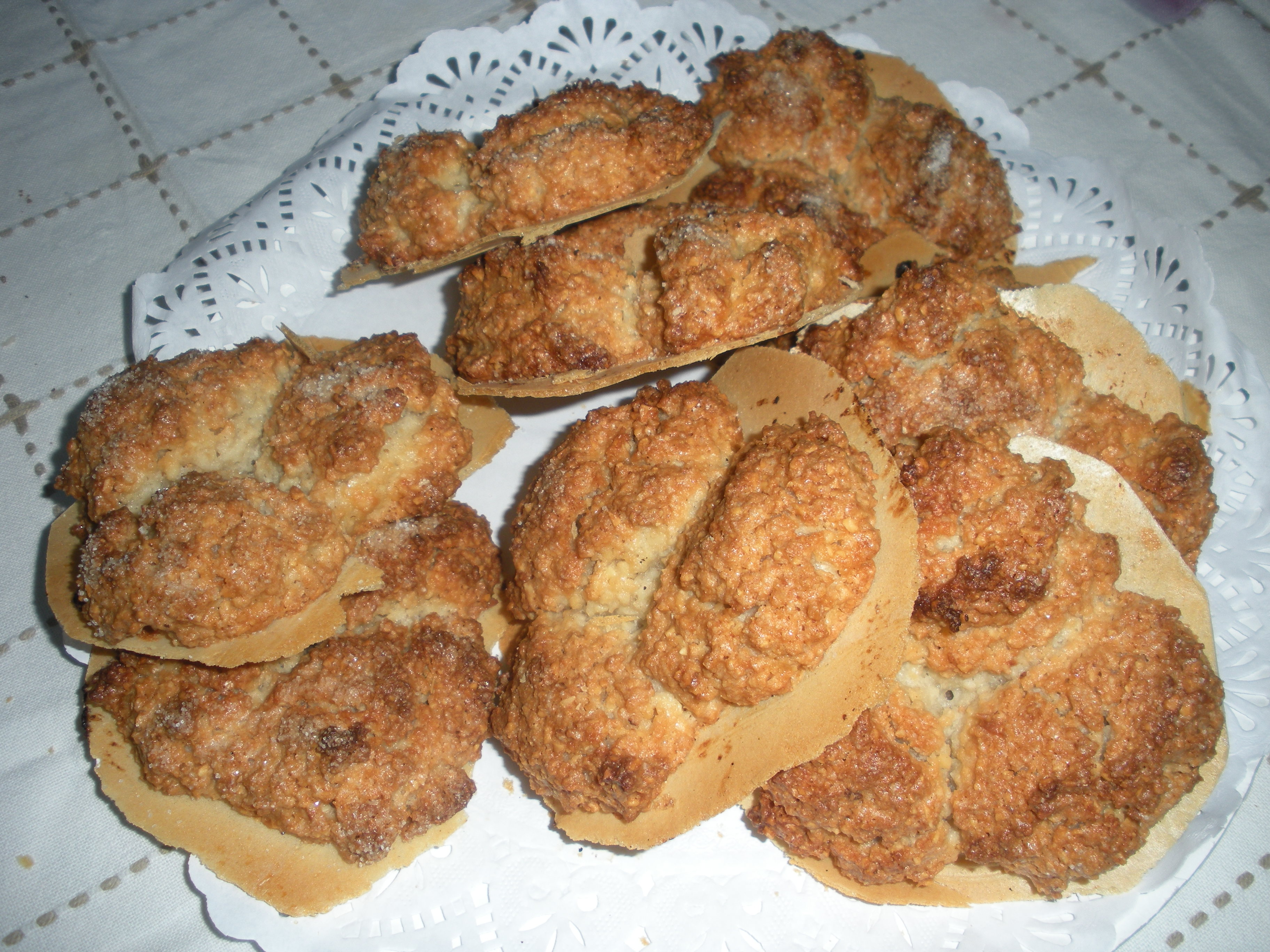
Almendrados de Allariz (amendoados en idioma gallego)

Los almendrados de Allariz o (amendoados), son uno de los postres más famosos dentro de la provincia de Orense. Los almendrados son una mezcla de almendra molida, mezclada con azúcar y clara de huevo. Cuando está sólida la masa resultante se coloca troceada encima de unas obleas y se lleva al horno. Este es el postre más inequívoco del municipio, que en otro tiempo tuvo muchos almendros.

## Festividades
- Festa da Empanada El tercer fin de semana de agosto suele tener lugar esta fiesta pensada sobre todo para los emigrantes alaricanos y de zonas próximas, y en la que la empanada tiene su protagonismo.
- Festa do Boi (Fiesta del buey) Se celebra durante la semana de Corpus, desde el fin de semana anterior en el que tiene lugar la denominada "proba do boi".
- Festa San Benito Son las fiestas patronales que se tiene lugar el fin de semana más próximo a la festividad del santo (11 de julio)
- Feira do Doce e do Amendoado Acostumbra a ser el primer fin de semana de septiembre y en ella se pueden degustar y comprar los dulces típicos de Allariz y de otras zonas de Galicia o de regiones próximas.